# Let There Be Love (Christina Aguilera)
Let There Be Love è un brano musicale della cantautrice statunitense Christina Aguilera. Il brano è stato scelto come singolo promozionale del suo quinto album in studio, Lotus, pubblicato nel 2012. Il singolo è stato presentato agli American Music Award 2012.

## Accoglienza
Il brano ha ricevuto commenti positivi dalla critica. Stephen Thomas Erlewine di AllMusic ha definito il sound della canzone "fresco e confortevole". Andrew Hampp di Billboard e Christina Garibaldi di MTV News invece l'hanno definita una canzone "perfetta per i club". In molti sostengono che il brano è nettamente superiore a Your Body, singolo di lancio di Lotus, e che avrebbe dovuto prendere il suo posto come brano apripista.

## Video musicale
A fine agosto 2013, a sorpresa, Aguilera ha caricato sul suo canale YouTube un video musicale home made per il brano. Lei stessa ha annunciato che il video era un regalo per i fan.
Il video alterna immagini di Aguilera sul set del servizio fotografico per il magazine Maxim, di suo figlio Max, del suo compagno Matthew Rutler con immagini di ragazzi che mostrano dei cartelli con dei messaggi per promuovere pace ed uguaglianza.
Nel video compaiono inoltre alcune celebrità: Nicole Richie, Christina Millian e Chris Mann.